# Ramses Sigl
Ramses Sigl geb. Hamdan (* 1962) ist ein deutscher Choreograph für Musiktheater und Musical.

## Laufbahn
Ramses Sigl ist der Sohn eines jordanischen Vaters und einer deutschen Mutter. Er studierte Sozialpädagogik an der Fachhochschule in München und absolvierte eine dreijährige Ausbildung zum Bühnentänzer. Studienaufenthalte führten ihn nach New York und Amsterdam.
Seit 1996 wirkt er u. a. an der Theaterakademie August Everding (er leitete dort 1998 bis 2012 die Tanzausbildung des Studiengangs Musical). Sigl war auch an der Iwanson Schule und an der Königlichen Schwedischen Ballettakademie tätig. Im Rahmen dieser Tätigkeiten sind weit über 50 Choreographien entstanden.
Unter den Regisseuren, mit denen Sigl zusammenarbeitete, sind zu erwähnen: Kathrin Ackermann, David Alden, Dieter Dorn, August Everding, John Fulljames, Roland Geyer, Jan Philipp Gloger, Claus Guth, Jens-Daniel Herzog, Stefan Huber, Burkhard Kosminski, Hellmuth Matiasek, Gil Mehmert, Stephan Müller, Amelie Niermeyer, Michael Schmieder, Jochen Schölch und Aron Stiehl. Mit Guth und Herzog arbeitet er regelmäßig zusammen, zuletzt bei Krieg und Frieden an der Oper Nürnberg.
Sigl ist auch für Film und Fernsehen tätig. Er war auch Initiator und Choreograph der Aids-Benefiz-Reihe rosablassblau an der Schauburg München.

## Choreographien und Inszenierungen (Auswahl)
- Stephen Sondheim: Into the Woods
- Henry Purcell: King Arthur
- Benjamin Britten: A Midsummer Night’s Dream
- Francesco Cavalli: La Didone
- Leonard Bernstein: On the Town
- Arnaldo de Felice: Medusa